# Rue Leriche
La rue Leriche est une voie du 15e arrondissement de Paris, en France.

## Situation et accès
La rue Leriche est une voie publique située dans le 15e arrondissement de Paris. Elle débute au 375 bis, rue de Vaugirard et se termine au 48, rue Olivier-de-Serres. La rue est longue de 203 mètres et large de 12.

## Origine du nom
La rue tire son nom de celui d'un propriétaire.

## Historique
Cette voie est ouverte sous sa dénomination actuelle en 1883 sur l'emplacement de la  maison de campagne du séminaire des Trente-Trois.
Lucien Lorelle (1894-1968), photographe, est né au no 7.